# Hugo Herrnhof
Hugo Herrnhof, né le 21 septembre 1964 à Bolzano, est un patineur de vitesse sur piste courte italien,.

## Biographie
Hugo Herrnhof dispute les épreuves de démonstration des Jeux olympiques d'hiver de 1988 à Calgary ; il termine deuxième en relais sur 5 000 m. Il participe aussi aux Jeux olympiques d'hiver de 1992 à Albertville ; il est éliminé en quarts de finale sur 500 m et en demi-finales en relais. Il remporte la médaille d'or en relais sur 5 000 m aux Jeux olympiques d'hiver de 1994 à Lillehammer.
Il est marié à la patineuse de vitesse sur piste courte Cristina Sciolla.